# Émile Bulteel
Émile Bulteel, född 3 augusti 1906 i Tourcoing, död 21 mars 1978 i Tourcoing, var en fransk vattenpolospelare. Bulteel ingick i Frankrikes landslag vid olympiska sommarspelen 1928. Frankrike tog OS-brons i herrarnas vattenpolo i Amsterdam.